# EN 15565
Die EN 15565 wurde 2008 vom Europäischen Komitee für Normung (CEN) erstellt. Mit der Norm EN 15565 wurde ein einheitlicher und vergleichbarer europäischer Standard hinsichtlich der Ausbildung von Gästeführern geschaffen. 

## Inhalt der Norm
Die Europäische Norm schreibt mindestens 600 Unterrichtseinheiten vor. Davon entfallen auf gebietsspezifisches Wissen 162 Stunden, auf Führungstechnik 108 Stunden, auf die Vermittlung unternehmerischer Kenntnisse 91 Stunden und auf praktische Unterrichtseinheiten (Führungen, Exkursionen u.ä.m.) 245 Stunden. Ausbildungsinhalte der Europäischen Norm können – soweit in nationale Normen wie DIN EN 15565 oder SN EN 15565 implementiert – folgendes umfassen:

### Theoretisches Wissen
- Weltgeschichte und Kultur
- Rechtliches und politisches System der EU
- Religionen und philosophische Bewegungen (z. B. Aufklärung, Liberalismus, Humanismus)
- Kunstgeschichte, Literatur und Architektur
- Berufsethik

### Führungstechnik
- Präsentationstechniken, Kommunikationstechniken, Stimmeinsatz, Aussprache, Gebrauch des Mikrofons, Atemtechniken
- Positionierung des Gästeführers und der Gruppe, Augenkontakt, Stellung, Körpersprache, Körperhaltung
- Auswahl, Strukturierung und Verknüpfung von Informationen, sowie Handhabung und Einsatz von Fragen
- Zeitmanagement (Erläuterungen bündig innerhalb der zur Verfügung stehenden Zeitdauer geben)
- präzise Erklärung und Beschreibung der besonders augenfälligen Objekte
- Umgang mit Gruppen, Gruppendynamik, Krisen- und Konfliktbewältigung
- Führung von Personen mit besonderen Bedürfnissen (ältere Menschen, Behinderte, Kinder)

### Unternehmerische Kenntnisse
- Wirtschaft und Tourismusindustrie
- Kommerzielle und juristische Aspekte des Gästeführers
- Organisation, Planung, Entwicklung und Aktualisierung von geführten Touren
- Vorschriften bezüglich Gesundheit und Sicherheit, Bewältigung von Notfallsituationen
- Qualitätskontrolle (Dokumentation, Evaluierung, Kontrolle, Kundentreue, Kundenzufriedenheit)

### Gebietsspezifisches Wissen
- Geschichte, Archäologie, Kunstgeschichte, Architektur
- Umwelt, Geographie, Geologie, Ökologie
- Kunst, Literatur, Sitten und Gebräuche, prominente Persönlichkeiten
- Wirtschaft, Rechtssystem, Politisches System
- Aktuelle Lebensverhältnisse, Sozialsystem
- Freizeit, Erholung, Unterhaltung und Sport

### Arbeitsbedingungen
- die mit dem Beruf des Gästeführers verbundenen Arbeitsbedingungen (Zivil-, Handels-, Arbeits- und Steuerrecht)
- gesetzliche und private Berufsorganisationen
- mit dem Tourismus und dem kulturellen Erbe verbundene Gesetzgebung

### Praktische Ausbildung
- Demonstrationsführungen und Übungstouren zu Plätzen und Denkmälern
- Übungstouren: Fahrten im Bus oder anderem Fahrzeug, Ortsbegehungen und Rundgänge
- Besuche von Museen, Kunstgalerien und historischen Stätten

## Zertifizierung
Die nationalen DIN-Gremien entsenden Vertreter in die europäischen Normungsgremien. In Deutschland ist das DIN e.V. mit Sitz in Berlin. Über deren Tochtergesellschaft DIN CERTCO Gesellschaft für Konformitätsbewertung mbH an der auch die TÜV Rheinland Group beteiligt ist, können sich Anbieter solcher Ausbildungssystem nach dieser Norm zertifizieren lassen. 
Das Berliner Modell des Ausbildungssystems für Gästeführer des Bundesverbandes der Gästeführer in Deutschland e. V. wurde als erstes in Deutschland nach der Europäischen Norm DIN EN 15565 zertifiziert. Der Verband ist eine private Interessensvereinigung von Gästeführern in Deutschland. Der Verband ist nicht mehr von DIN CERTCO zertifiziert und bietet stattdessen das verbandseigene BVGD-Zertifikat mit denselben Lehrgangsinhalten wie die EU-Norm an. Seit 2008 ist auch das Ausbildungsprogramm der Berliner Firma Sightseeing Point GmbH für die Region Berlin nach der EU-Norm von DIN CERTCO zertifiziert. 